# Јован Екзарх
Јован Екзарх (стсл. Їѡаннъ Єѯархъ) био је средњовековни бугарски учењак, писац и преводилац, један од најзначајнијих људи који су радили у Преславској књижевној школи.